# MTVアンプラグド
『MTVアンプラグド』（MTV Unplugged）は、MTVで放送されている音楽番組。

## 概要
『アンプラグド』とは「プラグを抜いた」、つまり「電気楽器を使わない、生楽器」の事を示し、世界的一流アーティストによるアコースティックを基調としたライブ番組。ボン・ジョヴィのジョン・ボン・ジョヴィとリッチー・サンボラの提案によって企画され、1989年に放送を開始。R.E.M.やニルヴァーナなど、普段のアーティストイメージとは異なる新たな側面の発見や、エリック・クラプトンやキッスなど、ベテランのアーティストへの再評価などが好評を博し、一躍MTVの看板番組のひとつとなる。全世界に放送されるため、出演アーティストは世界的に有名な超一流に限られるため、選出される事はアーティスト側にとってもステータスとなる。また選ばれてライブ収録が実行されても、出来が悪いと放送されずお蔵入りにされる例も複数ある。番組本編は、1999年のコアーズ、アラニス・モリセット、シャキーラの出演を以て終了。以降は、MTVやアーティストの要望に応じて不定期に企画、放送する形態をとっている。
1996年にCHAGE and ASKAが、アジア人アーティストとして初の出演を果たし、ロンドンで収録を行なった。その後日本で2001年にMTVジャパン開局し、宇多田ヒカルが開局記念番組に出演したのを皮切りに、多くの日本人アーティストが日本版の『MTVアンプラグド』に出演したが、本家のMTVが制作するレギュラー放送に出演したアジア人ミュージシャンは、現在もなおCHAGE&ASKAのみである。
その後、日本版も定番化し、2007年の布袋寅泰出演回は海外からの評価も高く、アジア・テレビジョン・アワード2007音楽番組部門 最優秀賞を受賞。2017年には、初の男性アイドルグループとしてKinKi Kidsが、初の女性アイドルグループとしてももいろクローバーZが出演。どちらも、アコースティックでのライブ・パフォーマンスの実績があることから抜擢された。

## エピソード
- 1992年、エリック・クラプトンの回を収録したアルバム『アンプラグド〜アコースティック・クラプトン』が大ヒットとなり（ライブアルバムで一番売れたアルバムの記録を作った）、この番組の知名度を一躍向上させた。
- 1993年のニルヴァーナの回では、葬儀をイメージしたセットが組まれた。皮肉にも翌年、バンドのリーダーであるカート・コバーンが、自宅で猟銃自殺した。
- 1995年にキッスが出演した回では、元メンバーでオリジナル・メンバーであるエース・フレーリーとピーター・クリスがゲスト出演。これをきっかけに、バンドはオリジナル・メンバーで再始動することとなった。
- 1996年、オアシスの出演が予定されていたが、当日にリアム・ギャラガーがドタキャン。そのため、ノエル・ギャラガーが全曲でボーカルを務める異例の事態となった。このため、この回の出演名義は「ノエル・ギャラガー」となっている。ただし、リアム以外のメンバーも演奏に参加している
- 2003年、平井堅が日本人初となる、番組発祥の地であるニューヨークで収録を行なった。
- 2005年、矢井田瞳がMTVジャパン制作の本番組に出演し、TOKYO FM HALLで「津軽海峡・冬景色」（本家は石川さゆり）を披露した。本番組で演歌が歌われるのはこれが初めてだった[2]。
- 2009年、翌年から歌手活動を休止する絢香が、憧れの大阪城ホールでMTVジャパン史上最大規模のライブを行い、会場では夫の水嶋ヒロが見守っていた。
- 2012年、JUJUがアメリカのMTVからオファーを受け、タイムズスクエアのMTVスタジオで、アジア人女性アーティスト初のライブを行った。この模様は、同時にブロードウェイにある複数のスクリーンに流された。
- 2016年、水樹奈々がMTVジャパン制作の番組30作目に出演した際は4K収録され、MTVだけでなく「スカパー!4K総合」でも放送された。
- 2019年、1996年にドタキャンしたリアムが、キングストン・アポン・ハルにて公演。その翌年にライブ・アルバム『MTVアンプラグド(ライヴ・アット・ハル・シティ・ホール)』としてリリースされた。

## アンプラグドに出演した主なアーティスト
※…後にライブがCD、またはビデオ、DVD化されたアーティスト。その他の公演も「Best of MTV Unplugged」など、オムニバス形式でCD音源化されているものがある。
- エアロスミス（1990年）
- ポール・マッカートニー（1991年）※
- スティング（1991年）※
- R.E.M.（1991年、2001年）
- マライア・キャリー（1992年）※
- エリック・クラプトン（1992年）※
- パール・ジャム（1992年）※
- ブルース・スプリングスティーン（1992年）※
- k.d.ラング（1993年）※
- ロッド・スチュワート（1993年）※
- ニール・ヤング（1993年）※
- 10,000マニアックス（英語版）（1993年）※
- ニルヴァーナ（1993年）※
- レニー・クラヴィッツ（1994年）
- ボブ・ディラン（1994年）※
- ジミー・ペイジ、ロバート・プラント（1994年）
- ビョーク（1994年）※
- ホール（1995年）※
- シェリル・クロウ（1995年）
- キッス（1995年）※
- ジョージ・マイケル（1996年）
- アリス・イン・チェインズ（1996年）※
- ノエル・ギャラガー（1996年）
- CHAGE and ASKA（1996年）※
- ベイビーフェイス（1997年）※
- ブライアン・アダムス（1997年）※
- ビョーク（1998年）
- シャキーラ（1999年）※
- ザ・コアーズ（1999年）※
- アラニス・モリセット（1999年）※
- ジェイ・Z（2001年）※
- ローリン・ヒル（2002年）※
- クイーンズ・オブ・ザ・ストーン・エイジ（2005年）
- アリシア・キーズ（2005年）※
- ボン・ジョヴィ（2007年）
- Ne-Yo（2007年）
- コーン（2007年）※
- フリエッタ・ベネガス（2008年）
- ケイティ・ペリー（2009年）※
- オール・タイム・ロウ（2010年）※
- スコーピオンズ（2013年）
- a-ha（2017年）

など

### MTVジャパン制作
- 宇多田ヒカル（2001年）※
- 平井堅（2003年）※
- 矢井田瞳（2005年）※
- 布袋寅泰（2007年）※
- KREVA（2008年）※
- 長瀬智也（2009年）※
- 絢香（2009年）※
- Salyu（2011年）
- 加藤ミリヤ（2011年）※
- キヨサク（MONGOL800）（2011年）
- CNBLUE（2012年）※
- clammbon（2012年）
- MONKEY MAJIK（2012年）
- JUJU（2012年）※
- 9mm Parabellum Bullet（2012年）※
- CHARA（2012年）※
- the HIATUS（2012年）
- 西野カナ（2013年）※
- FTISLAND（2014年）
- 長渕剛（2015年）
- 中島美嘉（2016年）※
- VAMPS（2016年）※
- 高橋優（2016年）※
- 水樹奈々（2016年）※
- 木村カエラ（2017年）※
- KinKi Kids（2017年）※
- ももいろクローバーZ（2017年）※
- 生田絵梨花（乃木坂46）（2017年）
- ゲスの極み乙女。（2018年）※
- Little Glee Monster（2018年）※
- 德永英明（2019年）※
- 秦 基博（2019年）※
- RHYMESTER（2021年）※
- BiSH（2021年）※
- 氷川きよし（2021年）※
- ずっと真夜中でいいのに。（2021年）※
- 乃木坂46（2021年）
- Liella!（2022年）※[3]
- Da-iCE（2022年）※
- 幾田りら（2022年）※
- 緑黄色社会（2023年）※
- 齊藤京子（日向坂46）（2023年）
- SOPHIA（2023年）
- TOMOO（2024年）※
- SixTONES(2024年) ※